# Lijst van Surinaamse ministers van Onderwijs
Lijst van ministers van Onderwijs (soms Onderwijs en Volksontwikkeling, Onderwijs en Wetenschap of Onderwijs, Wetenschap en Cultuur) van Suriname sinds 1948. Het Ministerie heet sinds medio 2015 het Ministerie van Onderwijs, Wetenschap en Cultuur. Tot midden jaren 50 werd de term landsminister gebruikt.
| Minister                      | Periode      | Kabinet             |
| ----------------------------- | ------------ | ------------------- |
| Julius Caesar de Miranda      | 1948 - 1949  | May (CAB)           |
| Lou Lichtveld                 | 1949 - 1951  | De Miranda          |
| John Charles Zaal             | 1951         | De Miranda          |
| William Emanuël Juglall       | 1951 - 1952  | Drielsma / Buiskool |
| William Emanuël Juglall       | 1952 - 1955  | Alberga / Currie    |
| Lucien Rens                   | 1955 - 1956  | Ferrier             |
| Paul Kolader*                 | 1956 - 1957  | Ferrier             |
| J.J.J. Volkerts               | 1957 - 1958  | Ferrier             |
| Alfred Morpurgo               | 1958 - 1963  | Emanuels            |
| Albert Cameron                | 1963 - 1967  | Pengel I            |
| Ewald Meyer                   | 1967 - 1969  | Pengel II           |
| Hein Eersel                   | 1969         | May                 |
| Krish Nannan Panday           | 1969 - 1971  | Sedney              |
| Jnan Hansdev Adhin*           | 1971 - 1972  | Sedney              |
| Frits Mitrasing               | 1972 - 1973  | Sedney              |
| Ronald Venetiaan              | 1973 - 1977  | Arron I             |
| Ronald Venetiaan              | 1977 - 1980  | Arron II            |
| Harold Rusland                | 1980         | Henk Chin A Sen I   |
| Harold Rusland                | 1980 - 1982  | Henk Chin A Sen II  |
| Harold Rusland                | 1982         | Neijhorst           |
| Glenn Sankatsing              | 1983 - 1984  | Alibux              |
| Allan Li Fo Sjoe              | 1984 - 1985  | Udenhout I          |
| Allan Li Fo Sjoe              | 1985 - 1986  | Udenhout II         |
| Allan Li Fo Sjoe              | 1986 - 1987  | Kabinet-Radhakishun |
| Allan Li Fo Sjoe              | 1987 - 1988  | Wijdenbosch I       |
| Ronald Venetiaan              | 1988 - 1990  | Shankar             |
| Patrick van Mulier            | 1991         | Kraag               |
| Cor Pigot                     | 1991 - 1992  | Venetiaan I         |
| Gerard Hiwat                  | 1992 - 1996  | Venetiaan I         |
| Tjan Gobardhan                | 1996 - 1997  | Wijdenbosch II      |
| Kries Mahadewsing             | 1997 - 1998  | Wijdenbosch II      |
| Faried Pierkhan*              | 1998         | Wijdenbosch II      |
| Karan Ramsundersingh          | 1998 - 1999  | Wijdenbosch II      |
| Rudolf Mangal                 | 1999 - 2000  | Wijdenbosch II      |
| Walther Sandriman             | 2000 - 2005  | Venetiaan II        |
| Edwin Wolf                    | 2005 - 2010  | Venetiaan III       |
| Raymond Sapoen                | 2010 - 2012  | Bouterse I          |
| Shirley Sitaldien             | 2012 - 2013  | Bouterse I          |
| Ashwin Adhin                  | 2013 - 2015  | Bouterse I          |
| Robert Peneux                 | 2015 - 2018  | Bouterse II         |
| Lilian Ferrier                | 2018 - 2020  | Bouterse II         |
| Marie Levens                  | 2020 - 2023  | Santokhi            |
| Krishna Mathoera (ad interim) | 2023         | Santokhi            |
| Henry Ori                     | 2023 - 2025  | Santokhi            |
| Dirk Currie                   | 2025 - heden | Simons              |

* = waarnemend minister
Arbeid · Binnenlandse Zaken · Buitenlandse Zaken · Defensie · Economische Zaken · Financiën · Justitie en Politie · Landbouw, Veeteelt en Visserij · Natuurlijke Hulpbronnen · Onderwijs en Volksontwikkeling · Openbare Werken · Planning en Ontwikkelingssamenwerking · Regionale Ontwikkeling · Ruimtelijke Ordening, Grond- en Bosbeheer · Sociale Zaken en Volkshuisvesting · Sport- en Jeugdzaken · Transport, Communicatie en Toerisme · Volksgezondheid
premier · president · vicepresident
gouverneurs (1650-1954) · gouverneurs (1954-1975) · gevolmachtigd ministers van Suriname